# UIQ
UIQ är en proprietär mjukvaruplattform och ett användargränssnitt för mobiltelefoner baserat på Symbian OS, utvecklat av UIQ Technology med huvudkontor i Ronneby. Mjukvaruutvecklare från hela världen kan utveckla applikationer och tjänster som kan integreras i UIQ och fungera i telefonen även efter produktion. För att utveckla en applikation eller tjänst på UIQ krävs ett mjukvaruutvecklarkit som kunde laddas ner gratis på developer.uiq.com. 

## Historik
Våren 1998 grundades det som skulle bli UIQ då Ericsson grundade Mobile Applications Lab i Ronneby. I april 1999 blev företaget en del av Symbian Software och kallades för Symbian AB. Symbian AB arbetare med att ta fram ett gränssnitt som kallades Quartz som lanserades i februari 2000. I februari 2002 ändrades företagets namn till UIQ Technology AB samtidigt som produktens namn ändrades till UIQ. I mars 2002 blev UIQ 2.0 färdig och samma år släpptes Sony Ericsson telefonen Sony Ericsson P800, baserad på UIQ, med pekpinne och tryckskärm.
I mitten av 2008 meddelade Nokia att de skulle köpa hela Symbian Software, vilket ledde till att menysystemet UIQ riskerade att försvinna när de olika versionerna av operativsystemet Symbian skulle slås ihop. Hösten 2008 hade både Sony Ericsson och Motorola bekräftat att de skulle överge UIQ och UIQ Technology begärdes i konkurs i slutet av 2008.

## UIQ-produkter
De mobiltelefontillverkare som licensierat UIQ är Sony Ericsson, Motorola, BenQ och Arima med telefonerna Arima U300, BenQ P30 · P31, Motorola A920 · A925 · A1000 · M1000 · MOTORIZR Z8 samt Z10, samt Sony Ericsson M600i · W950i · P800 · P900 · P910 · P990i · P1, G700 och G900. De flesta av telefonerna har pekpenna och tryckkänslig skärm.

## Versionshistorik

### UIQ 1
Denna version hamnade aldrig i några kommersiella produkter.
- Version 1.0 kom år 2000 och är baserad på Symbian OS 6.0.
- Version 1.1 kom år 2001 och är baserad på Symbian OS 6.1.

### UIQ 2
Det var först med denna version som det kom ut kommersiella produkter på marknaden.
- Version 2.0 kom år 2002 och är baserad på Symbian OS 7.0.
  - Produkter (3 st): Motorola A900 & A925 och Sony Ericsson P800.
- Version 2.1 kom år 2003 och är baserad på Symbian OS 7.0. Denna version var extra viktig eftersom det lades in ett telefonprogram, SIM-hantering, MIDP 2.0, temastöd med mera.
  - Produkter (7 st): Arima U300 & U308, BenQ P30, Motorola A1000 & M1000, Sony Ericsson P900 & P910.

### UIQ 3
- Version 3.0 kom år 2005 och är baserad på Symbian OS 9.1.
  - Produkter (7 st): Sony Ericsson G700 & G900, M600, P990 & P1 och W950 & W960.
- Version 3.1 presenterades 8 februari 2007 (källa) och är baserad på Symbian OS 9.2.
  - Produkt: Motorola MOTORIZR Z8.
- Version 3.2 kom år 2008 och är baserad på Symbian OS 9.2.
  - Produkt: Motorola MOTORIZR Z10.
- Version 3.3 presenterades 27 mars 2008 (källa) och är baserad på Symbian OS 9.3. Inkluderar Opera Mobile 9.
  - Produkt:

## Symbian OS-versioner som UIQ baseras på
- 6.0 - UIQ 1.0
- 6.1 - UIQ 1.1
- 7.0 - UIQ 2.0-2.1
- 9.1 - UIQ 3.0
- 9.2 - UIQ 3.1-3.2
- 9.3 - UIQ 3.3